# Mathématicien

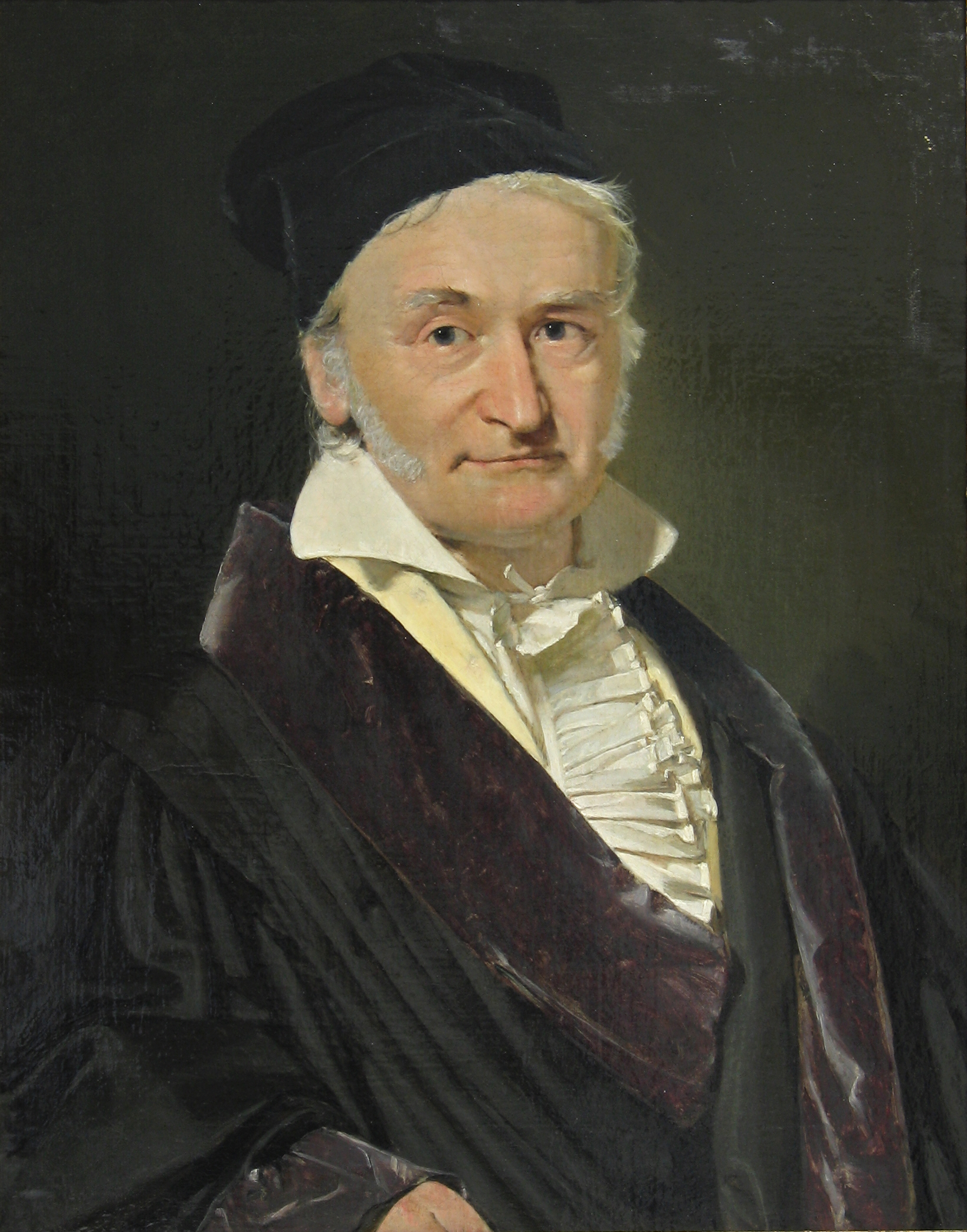
Carl Friedrich Gauss, aussi appelé « prince des mathématiciens ».

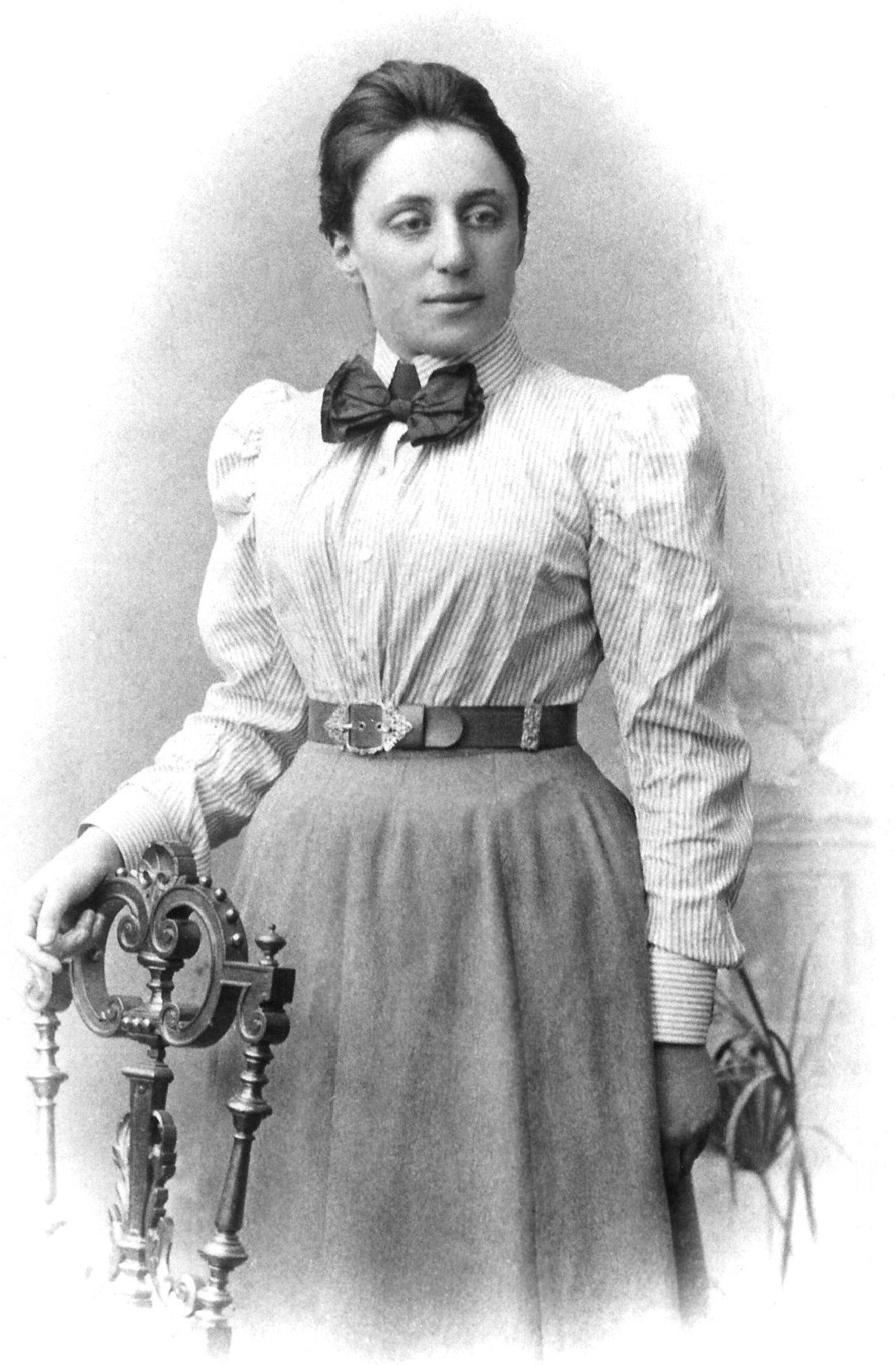
Emmy Noether

Un mathématicien ou une mathématicienne est au sens restreint un chercheur ou une chercheuse en mathématiques, par extension toute personne faisant des mathématiques la base de son activité principale. Ce terme recouvre une large palette de compétences et de pratiques très différentes, avec néanmoins en commun un vocabulaire et un formalisme spécifiques, ainsi qu'une exigence de rigueur propre à cette discipline.
Le terme générique mathématicien peut se décliner pour des domaines plus restreints, comme algébriste, analyste, arithméticien, géomètre, logicien, probabiliste, etc.
Un mathématicien - une mathématicienne - est véritablement reconnu s'il est admis qu'il a contribué significativement au développement de la science mathématique.
Les personnes mettant en œuvre des résultats mathématiques pour les profits d'une autre discipline ou activité ne sont pas pour autant considérées comme mathématiciens.

## Sur le sens du motmathématicien
On trouve essentiellement deux usages différents de ce mot : le mathématicien peut désigner une personne travaillant activement dans la recherche mathématique,, ce qui donne la plupart du temps lieu, de nos jours, à des publications dans des revues à comité de lecture. Ainsi sont classés Henri Poincaré, Andrew Wiles ou Claire Voisin, par exemple. D'un autre côté, le mathématicien peut désigner une personne versée dans les mathématiques, ou qui a travaillé dans un domaine connexe (enseignement des mathématiques ne donnant pas lieu à de la recherche, épistémologie, pédagogie, ou même par des œuvres de vulgarisation scientifique)[réf. souhaitée]. Ainsi peuvent être classés Wang Zhenyi (théories arithmétiques), Denis Guedj ou Stella Baruk.

## Activités essentielles d'un mathématicien
Il n'y a pas de définition précise ou de restriction a priori de l'activité d'un mathématicien, en dehors de l'objectif d'un apport à sa discipline.
Le travail principal d'un mathématicien peut ainsi prendre pour objectif la résolution des problèmes ouverts et la vérification des conjectures. Dans ce contexte, le terme problème est à distinguer des exercices que posent les professeurs aux élèves, et dont les solutions sont déjà connues. Les problèmes peuvent se poser lors de modélisations en physique, en économie, en informatique, etc. ou lors de tentatives de généralisations de découvertes antérieures.
Ces travaux peuvent nécessiter un élargissement ou un approfondissement des résultats déjà acquis dans un domaine des mathématiques, mais également consister en la recherche de liens entre des domaines différents.
La découverte et la caractérisation d'un domaine d'étude nouveau peuvent également être un résultat de l'activité d'un mathématicien.
Les mathématiciens s'imposent une rigueur méthodologique qui peut faire paraître singulière leur discipline. Le formalisme et l'exposition rigoureuse des travaux, y compris des phases intermédiaires, sont des points estimés nécessaires à l'acceptation des résultats obtenus. Le travail de vérification, ou de réfutation le cas échéant, des résultats présentés par d'autres mathématiciens, fait également partie de l'activité d'un mathématicien. Pour certains exposés particulièrement complexes ou difficiles, ces vérifications peuvent nécessiter la contribution de plusieurs mathématiciens travaillant de manière concertée.

## Emplois dans le monde contemporain
Les mathématiciens se spécialisent souvent dans différentes branches des mathématiques. On distingue parfois les mathématiques pures des mathématiques appliquées. Cette distinction n'est cependant ni formalisée, ni de compréhension commune à l'ensemble des mathématiciens.
L'usage grandissant des mathématiques dans de nombreuses disciplines et techniques offre aux mathématiciens divers débouchés. Ils sont parfois employés par des entreprises, privées ou publiques, ou comme professeurs dans un cadre universitaire, souvent en complément de leurs travaux de recherche. En tant que spécialistes de leur discipline, ou d'une partie des mathématiques, certains mathématiciens sont intégrés dans des équipes multidisciplinaires travaillant selon l'idée que tout peut être modélisé par des formules, entre autres la physique, l'informatique et l'analyse statistique.
Les programmes aéronautiques et spatiaux (la NACA puis la NASA) se sont appuyés sur les compétences des mathématiciennes comme Dorothy Johnson Vaughan, Katherine Johnson, Mary Winston Jackson ou Christine Darden mathématicienne américaine, analyste et ingénieure en aéronautique.

## Distinctions et prix
Il n'existe pas de prix Nobel pour les mathématiciens. La médaille Fields et le prix Abel sont cependant considérés comme une distinction de même valeur que le prix Nobel.
Parmi les autres distinctions prestigieuses figurent notamment :
- le prix Nevanlinna ;
- le prix Wolf ;
- le prix Fermat ;
- le prix Loève ;
- le prix Clay (parfois nommé prix du millénaire) ;
- le prix Crafoord ;
- le prix Carl-Friedrich-Gauss pour les mathématiques appliquées ;
- le prix Pólya et la médaille De Morgan, décernés par la London Mathematical Society.

Ces prix sont en général dédiés à la mémoire d'un grand mathématicien ou philanthrope et sont organisés par diverses institutions, sociétés mathématiques et fondations.

## Sociétés mathématiques et fondations
Les principales sociétés mathématiques et fondations décernant ou non des prix mathématiques ou des prix scientifiques dont des mathématiciens sont lauréats, sont les diverses Académies des Sciences, la AMS, le Clay Mathematics Institute, la Société mathématique du Canada, en France l'Académie des Sciences, la Société mathématique de France, l'Institut des hautes études scientifiques et le Centre national de la recherche scientifique. Au niveau européen l'European Congress of Mathematics. Ces sociétés sont généralement organisées par pays mais communiquent régulièrement. Elles sont parfois spécialisées sur un pan des mathématiques (informatique...) ou situées à la confluence des mathématiques et d'autres champs disciplinaires (Association internationale de physique mathématique).

## Titres particuliers
- Le Prince des mathématiciens : surnom donné à Carl Friedrich Gauss en vertu de l'ampleur de sa contribution aux mathématiques.

## Données démographiques
Un annuaire mondial de mathématiciens, publié par l'Union mathématique internationale, est accessible sur le site de l'Union.
À cet usage, l'Union mathématique internationale a précisé la définition du mathématicien retenue : « On appelle mathématicien actif toute personne qui a publié dans les 4 dernières années au moins 2 articles référencés dans les 3 grandes bases de données bibliographiques, à savoir Zentralblatt für Mathematik, Mathematical Reviews et Referativny Zhurnal (en) ».
Restrictive, mais opératoire, cette définition permet un dénombrement des mathématiciens en activité.
En France, une autre définition considère comme mathématicien toute personne employée au titre des mathématiques par l'université ou un organisme de recherche ; en ce sens, il existe entre 3 500 et 4 000 mathématiciens en France, dont la très grande majorité (environ 3 200) sont à l'université, la plupart étant également actifs au sens de la définition précédente.
Selon Alain Connes, David Hilbert et Henri Poincaré sont les derniers mathématiciens à avoir une maîtrise complète de la recherche de leur époque. Selon leurs dires, il y aurait entre 15 000 et 20 000 mathématiciens.

## Les mathématiciennes

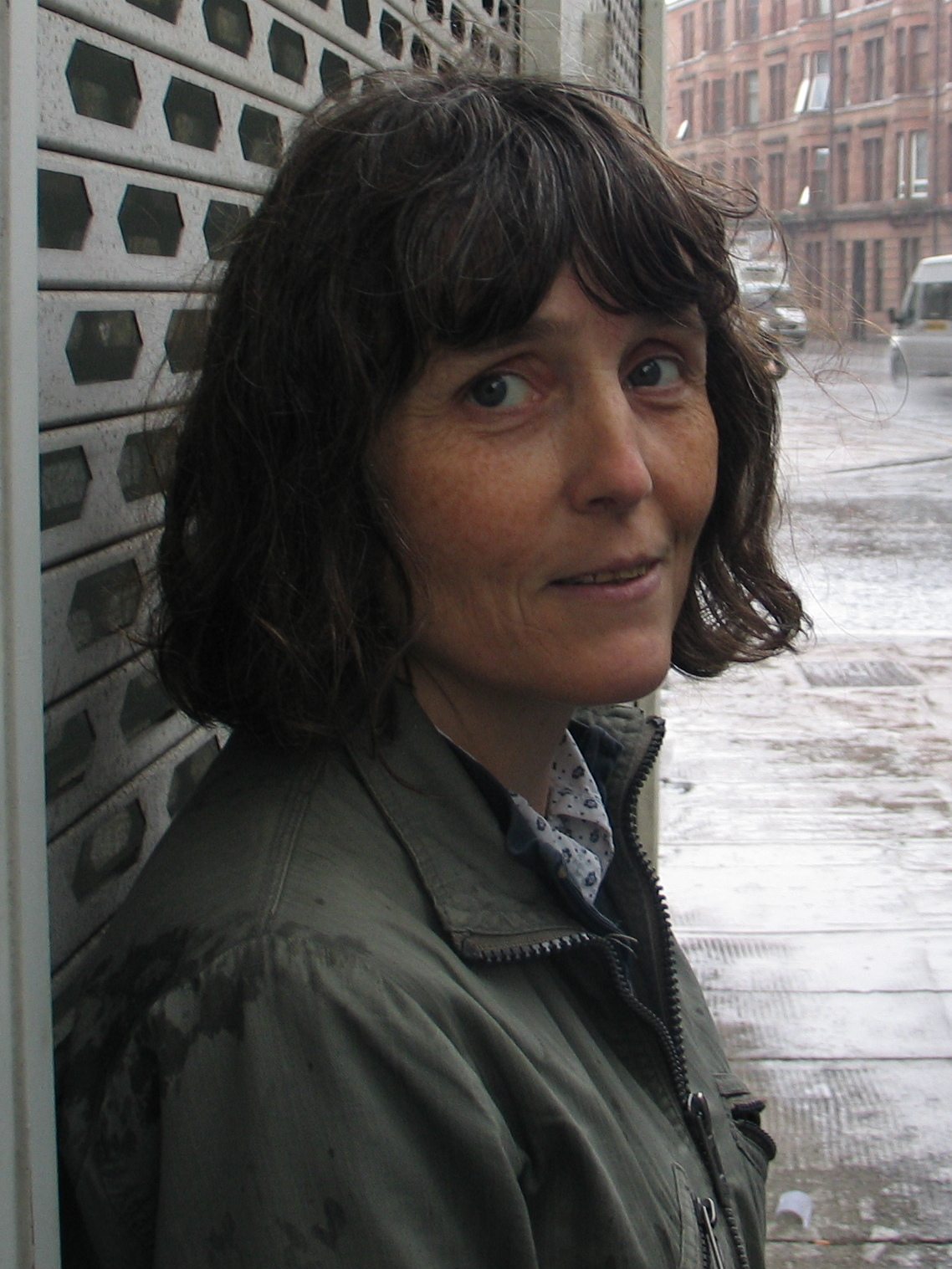
Claire Voisin en 2009.

Parmi les premières femmes qui ont marqué cette science, Hypatie d'Alexandrie (vers 370–415) est l'une de celles dont les titres d'ouvrage de mathématiques sont connus. Durant les siècles, de nombreuses mathématiciennes ont contribué à l'avancement de la discipline, en nombres sans cesse croissants, et continuent de le faire de nos jours. Pourtant, depuis la fin des années 1990, la National Science Foundation aux États-Unis note un déclin de la part relative des diplômes de premier cycle octroyés à des femmes en mathématiques ainsi que dans d'autres disciplines des « STGM » (Sciences, technologies, génie et mathématiques).
De nombreuses associations font la promotion de la place des femmes en mathématiques. En France, l'organisme Femmes et Mathématiques, fondé en 1987, et soutenue notamment par Huguette Delavault, s'est donné la mission « d'encourager la présence des filles dans les études mathématiques et plus généralement scientifiques et techniques ». Les mathématiciennes qui s'y impliquent souhaitent également atteindre la parité sur le marché de l'emploi tant dans le milieu académique qu'en dehors. Aux États-Unis, l'Association for Women in Mathematics regroupe plus de 3 500 membres de partout à travers le monde.
L'étude de la place des femmes en sciences recense leurs contributions significatives dans l'histoire des sciences ; elle analyse aussi les obstacles auxquels elles ont été confrontées, et les stratégies qu'elles ont mis en œuvre pour que leurs travaux soient publiés et reconnus. Les recherches sur les rapports entre science et genre constituent aujourd'hui une discipline académique à part entière.
En 2014, Maryam Mirzakhani est la première femme à obtenir la médaille Fields en mathématiques. En 2017, Eugenia Malinnikova est lauréate du prix de recherche Clay, avec Alexandre Logounov. En 2019, Karen Uhlenbeck est la première lauréate du prix Abel.